# 찰스 에디슨
찰스 에디슨(Charles Edison, 1890년 8월 3일 – 1969년 7월 31일)은 미국의 정치인이었다. 그는 해군 차관보와 미국 해군장관을 지냈고, 제42대 뉴저지주지사를 역임했다. 흔히 "에디슨 경"으로 알려진 그는 발명가 토머스 에디슨과 미나 밀러의 아들이었다.
에디슨은 존 버치 협회의 동료였으며, 그들의 출판물인 아메리칸 오피니언의 편집 자문 위원회 위원으로 활동했다.

## 어린 시절

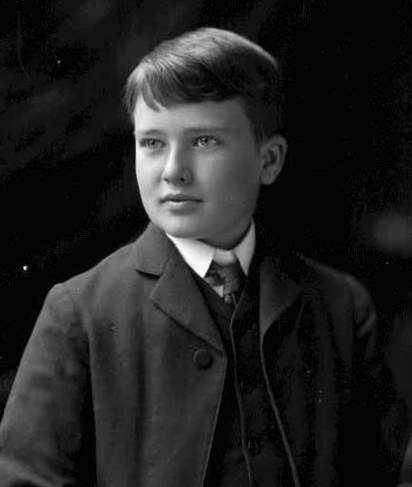
1900년경의 에디슨

찰스 에디슨은 1890년 8월 3일 웨스트오렌지 (뉴저지주)에 있는 에디슨 가족의 집 글렌몬트에서 태어났다. 그는 토머스 에디슨의 다섯째 아이였고, 미나 밀러와의 결혼에서 두 번째 아이였다. 그는 1909년에 핫치키스 스쿨을 졸업했다.
1915–1916년에 그는 구이도 브루노와 함께 뉴욕 5번가에 있는 100석 규모의 "리틀 팀블 시어터"를 운영했다. 이 극장은 조지 버나드 쇼와 아우구스트 스트린드베리의 작품을 상연했고, 찰스는 "톰 슬리퍼"라는 필명으로 브루노의 위클리에 시를 기고했다. 1915년 말, 그는 자신의 배우들을 엘리스섬으로 데려와 수석 서기 어거스터스 셔먼과 400명 이상의 구금된 이민자들을 위해 공연했다.
그의 아버지가 그에게 일을 시키면서 이러한 아방가르드 활동은 중단되었다. 몇 년 동안 찰스 에디슨은 에디슨 레코드를 운영했다. 찰스는 1927년 아버지의 회사인 토머스 A. 에디슨 주식회사의 사장이 되었고, 1957년 맥그로 전기 회사와 합병하여 맥그로-에디슨 전기 회사를 설립하기 위해 매각될 때까지 회사를 운영했다. 에디슨은 1961년 은퇴할 때까지 합병된 회사의 이사회 의장이었다.

## 미국 해군부 (1937–1940)
1937년 1월 18일, 루스벨트 대통령은 찰스 에디슨을 해군 차관보로 임명했으며, 몇 달 전에 클로드 A. 스완슨이 사망한 후 1940년 1월 2일에는 해군장관으로 임명했다. 에디슨 자신은 뉴저지 주지사 출마를 위해 6월 24일까지만 그 직책을 유지했다. 해군부에 재직하는 동안 그는 대형 아이오와급 전함급 전함 건조를 주장했으며, 그 중 하나가 필라델피아 해군 조선소에서 건조되어 1940년 미국 대통령 선거에서 펜실베이니아주와 뉴저지주에서 루스벨트에게 표를 확보했다. 그 대가로 루스벨트는 BB-62를 USS 뉴저지로 명명했다.

## 뉴저지 주지사 (1941–1944)
1940년에 그는 프랭크 헤이그가 운영하는 정치기계에 대한 반작용으로 뉴저지 주지사 선거에서 승리했지만, 민주당원임을 선언함으로써 가문의 전통을 깨뜨렸다. 주지사로서 그는 뉴저지주 헌법 개정을 제안했다. 비록 국민투표에서 실패하여 그의 임기 동안 아무것도 바뀌지 않았지만, 주 의원들은 나중에 헌법을 개정했다.

## 이후의 정치 생활
1951년부터 1969년까지 그는 월도프 애스토리아 호텔에 살았으며, 그곳에서 함께 살던 허버트 후버와 친구가 되었다. 1962년, 에디슨은 뉴욕주 보수당의 설립자 중 한 명이었다.
1967년, 에디슨은 뉴욕 월도프 애스토리아에서 회의를 주최했는데, 이는 나중에 찰스 에디슨 기념 청소년 기금(Charles Edison Memorial Youth Fund)으로 명칭이 변경된 찰스 에디슨 청소년 기금(Charles Edison Youth Fund)의 설립으로 이어졌다. 이 회의에는 월터 저드 (R-MN) 하원의원, 작가 윌리엄 F. 버클리, 조직가 데이비드 R. 존스, 그리고 에디슨의 정치 고문인 마빈 립먼이 참석했다. 이 단체의 이름은 1985년에 미국 연구 기금으로 변경되었다. 이는 에디슨이 20년 사용 후 자신의 이름을 삭제해달라는 요청에 따른 것이었다.

## 개인 생활
에디슨은 1918년 3월 27일 캐럴린 호킨스와 결혼했다. 그들에게는 자녀가 없었다.
1924년, 에디슨은 뉴저지 미국 혁명의 아들들 협회에 가입했다. 그는 전국 회원 번호 39,292번과 주 협회 번호 2,894번을 받았다.
1948년에 그는 자선 재단인 "브룩 재단"을 설립했는데, 현재는 찰스 에디슨 기금으로 불린다.

## 사망

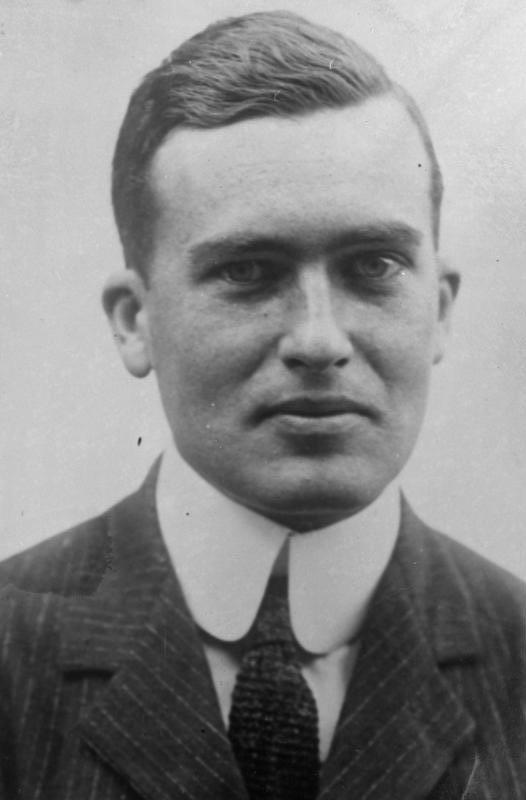
찰스 에디슨, 1931

찰스 에디슨은 1969년 7월 31일 뉴욕에서 79세 생일을 사흘 앞두고 사망했다. 그는 오렌지 (뉴저지주)의 로즈데일 묘지에 묻혔다.

## 같이 보기
- 뉴저지주지사 목록

## 역대 선거 결과
| 선거명      | 직책명        | 대수 | 정당   | 득표율 | 득표수    | 결과 | 당락               |
| ----------- | ------------- | ---- | ------ | ------ | --------- | ---- | ------------------ |
| 1940년 선거 | 뉴저지 주지사 | 42대 | 민주당 | 51.38% | 984,407표 | 1위  | 뉴저지 주지사 당선 |

## 더 읽어보기
- Richard J. Connors, State Constitutional Convention Studies, #4: The Process of Constitutional Revision in New Jersey: 1940–1947. (New York: National Municipal League, 1970). OCLC 118700
- Venable, John D. (1978). 《Out of the Shadow: The Story of Charles Edison : a Biography》. Charles Edison Fund. OCLC 118700.